# Paal Lima
Paal Lima is een bestuurslaag in het regentschap Jambi van de provincie Jambi, Indonesië. Paal Lima telt 12.059 inwoners (volkstelling 2010).